# Lago de São Moritz
O Lago São Moritz é um lago localizado no centro de São Moritz, no cantão de Grisons na Suíça. Com uma área de 0,78 quilómetros quadrados, o lago é o menor entre os lagos do vale alpino denominado Vale Engadina Superior, que são: o Lago Sils e o Lago Silvaplana.
Desde Fevereiro de 1907 e aproveitando o lago congelado, são feitas aqui corridas de cavalos.